# Abade I
Abu Alcácime Maomé ibne Abade (Abu al-Qasim Muhammad ibn Abbad) ou Abade I (Sevilha — 1042), foi o fundador e epônimo da dinastia abádida; foi o primeiro governante muçulmano independente de Sevilha na Espanha (1023–1042), foi pai de Almutadide.

## Vida
Foi um notável administrador ao declarar Sevilha independente da província espanhola de Córdoba em 1023. Foi filho de Ismael ibne Abade, originário da Síria. Junto com seu pai obteve a confiança do rei do Córdova Alcácime Almamune de quem obteve o caudilho de Sevilha. A quando da perda pela segunda vez do trono de Córdova por parte de Alcácime Almamune, Abade declarou-se independente corria o ano de (413 tempo de Hégira) e (1023 tempo cristão). Voltou também as suas armas contras Maomé Abedalá Barozila, senhor de Carmona e de Écija.